# Товт, Дезидерий Людвигович
Дезидерий Людвигович Товт (4 сентября 1920, Ужгород, Чехословакия — 10 июля 2002, Будапешт, Венгрия) — чехословацкий и советский футболист, нападающий, Мастер спорта СССР.

## Биография
Футбольная карьера связана с двумя клубами — киевское «Динамо» и главный клуб Ужгорода «Говерла», носивший ранее названия «Русь» и «Спартак».
В 1935—1939 годах выступал в юношеской команде «Русь» (Ужгород), был капитаном команды. В те годы клуб выступал в чемпионате Чехословакии, в состав которой тогда входила Закарпатская область. В 1937—1938 годах Дезидерий Товт играл за юношескую сборную Подкарпатской Руси.
В 1939—1945 годах играл во взрослой команде «Русь», которая во время оккупации Закарпатья Венгрией, выступала во втором по силе дивизионе чемпионата Венгрии.
После войны, в 1946 году ФК «Русь» (Ужгород) был преобразован в ФК «Спартак», который стал победителем в первенстве Украинской ССР в том же году. В конце 1948 года Дезидерий Товт вместе с несколькими другими одноклубниками получил приглашение в киевское «Динамо». Выступал за «Динамо» с 1949 по 1951 год, в 1950 году был капитаном и вице-капитаном команды, сыграл 85 игр, забил 24 мяча в чемпионате СССР. Стал лучший бомбардиром «Динамо» в чемпионате 1950 года с 11 голами. В 1952 вернулся в Ужгород, где продолжил выступать за местный «Спартак» и вместе с ним в следующем году вторично победил в первенстве УССР.
Карьеру футболиста завершил в 1956 году, перешёл на тренерскую работу. Был главным тренером «Говерлы». В 1970-х годах возглавлял федерацию футбола Закарпатья.
В последние годы вместе с женой проживал в столице Венгрии — Будапеште.
В сентябре 2010 года в Ужгороде состоялся ряд футбольных турниров памяти Дезидерия Товта, приуроченных к 90-й годовщине со дня его рождения.